# Uchinoura Regio
L'Uchinoura Regio è una struttura geologica della superficie di 25143 Itokawa.